# Остання людина на Землі
«Остання людина на Землі» (англ. The Last Man on Earth) — американсько-італійський фантастичний фільм жахів 1964 року режисерів Убальдо Рагона і Сідні Салкова, перша екранізація роману Річарда Метісона «Я — легенда». Прем'єра фільму відбулася 8 березня 1964.

## Сюжет
Доктор Роберт Морган, завдяки випадково набутому імунітету, став єдиним, хто вижив після спустошливої чуми, що промайнула над Землею. Зараз він зовсім самотній, чи це тільки так здається. Коли настає ніч, жертви чуми прокидаються і йдуть на пошуки свіжої крові. Його крові!

## У ролях
| Актор                | Роль                                                 |
| -------------------- | ---------------------------------------------------- |
| Вінсент Прайс        | Роберт Морган                                        |
| Франка Беттойя       | Рут Коллінз, інфікована жінка                        |
| Емма Даніелі         | Вірджинія Морган, дружина Роберта Моргана            |
| Джакомо Россі-Стюарт | Бен Кортман, колишній друг Роберта, що став вампіром |
| Умберто Рау          | доктор Мерсер                                        |
| Крісті Куртленд      | Кеті, дочка Роберта Моргана                          |
| Антоніо Корев        | губернатор штату                                     |
| Етторе Ріботта       | ТВ-репортер                                          |

## Цікаві факти
- Автор екранізації роману Річард Метісон попутно виступив сценаристом фільму.
- У сцені, коли Рут спокійно нюхає часник, на задньому плані можна розгледіти телефон.

## Виробництво фільму
Спочатку виробництвом фільму повинна була займатися відома виробництвом фільмів жахів кіностудія Hammer Films, проте згодом відмовилася від нього, передавши проект API, яка, в свою чергу, знайшла партнера в Італії в особі Produzioni La Regina.

## Знімальна група
- Режисер — Убальдо Рагон, Сідні Салком
- Сценарист — Вільям Лестер, Фуріо Монетт, Річард Метісон
- Продюсер — Семюел Аркофф, Харольд Нокс, Роберт Ліпперт
- Композитор — Пол Соутелл, Берт Шефтер